# 糶米古道
糶米古道位於台北市信義區泰和里吳興街600巷100弄底，建於清道光年間，是早年當地農民往返南港、深坑、木柵賣米所走的道路。

## 歷史沿革
糶米古道之「糶米」是源自途中會經過一間糶米公廟而得，在當時生活於三張犁地區的農民，為節省運送時間與體力的保留，故捨棄要繞遠道的平地路，便開闢了這條山中小徑，這條小徑是給南港、木柵、深坑、景美等地米糧運送及貿易之用，共有五百個石階，全長約400公尺。

## 景點
民國76年，整條古道原有的石階改鋪成水泥階，民國79年完工後，便成現在所見。昔日古人使用的這條山中小徑，在現今的現代社會裡，成為了當地人與外來旅客作為登山運動及文化旅遊景點。
糶米古道另一景點，位於糶米古道牌樓旁，有座廢棄不用的「德興煤礦坑口」，根據記載，座坑口是從清光緒23年 (1897年) 興建，開採煤礦的鼎盛時期是為民國35年至民國37年之間，但後來礦脈枯竭，含煤量已經不足以具開採價值，約莫於民國70年代，逐漸步入關閉廢棄，現在只留下坑口遺跡可供追念，以及有兩節台車，車上有煤塊供展示用。

## 交通資訊
- 捷運板南線市政府站下車，由2號出口處轉搭32、266、小藍5號公車至吳興街總站下車，步行至600巷100弄巷口，即是古道的起點。

- 公車：22、32、33、37、38、226、266、288、小藍5號公車至吳興街總站下車，步行路段同上。

- 公車：小12公車於富德公墓站下車，經崇德街於新坡嶺登山口進入古道。

## 注解
1. ↑  糶米的「糶」字，發音「ㄊ｜ㄠˋ」，是「出售穀物」的意思。「糶米」，就是「賣米」的意思。
2. ↑  糶米公廟最早只是石砌小廟，民國76年才改建成現在面貌[1]。

## 外部連結
- 糶米古道-臺北旅遊網